# Eleições parlamentares europeias de 2014 no distrito de Lisboa
| Eleições parlamentares europeias de 2014 por Portugal Distritos: Aveiro \| Beja \| Braga \| Bragança \| Castelo Branco \| Coimbra \| Évora \| Faro \| Guarda \| Leiria \| Lisboa \| Portalegre \| Porto \| Santarém \| Setúbal \| Viana do Castelo \| Vila Real \| Viseu \| Açores \| Madeira \| Estrangeiro |

## Resultados por concelho
Os resultados nos concelhos do Distrito de Lisboa foram os seguintes:

### Alenquer
| Partido                 | Partido                               | Votos  | %               | +/-  |
| ----------------------- | ------------------------------------- | ------ | --------------- | ---- |
|                         | Partido Socialista                    | 4 639  | 35,28 / 100,00  | 2,02 |
|                         | Coligação Democrática Unitária        | 2 511  | 19,10 / 100,00  | 2,49 |
|                         | Aliança Portugal                      | 2 436  | 18,53 / 100,00  | 8,98 |
|                         | Partido da Terra                      | 825    | 6,27 / 100,00   | 5,52 |
|                         | Bloco de Esquerda                     | 564    | 4,29 / 100,00   | 5,25 |
|                         | PCTP/MRPP                             | 316    | 2,40 / 100,00   | 0,74 |
|                         | LIVRE/Tempo de Avançar                | 288    | 2,19 / 100,00   | Novo |
|                         | Partido pelos Animais e pela Natureza | 192    | 1,46 / 100,00   | Novo |
|                         | Outros                                | 478    | 3,63 / 100,00   |      |
| Votos Inválidos         | Votos Inválidos                       | 900    | 6,84 / 100,00   | 0,31 |
| Total                   | Total                                 | 13 149 | 100,00 / 100,00 |      |
| Eleitorado/Participação | Eleitorado/Participação               | 34 475 | 38,14 / 100,00  | 2,85 |

| Freguesia                                  | %     | %     | %     | %    | %    | %    | %    | %    | Votantes |
| Freguesia                                  | PS    | CDU   | AP    | MPT  | BE   | PCTP | L    | PAN  | Votantes |
| ------------------------------------------ | ----- | ----- | ----- | ---- | ---- | ---- | ---- | ---- | -------- |
| Abrigada e Cabanas de Torres               | 36,25 | 24,21 | 15,02 | 4,72 | 4,21 | 3,11 | 1,36 | 0,71 | 1 545    |
| Aldeia Galega da Merceana e Aldeia Gavinha | 38,69 | 19,21 | 20,34 | 5,68 | 2,08 | 2,18 | 1,80 | 1,32 | 1 057    |
| Alenquer (Santo Estêvão e Triana)          | 32,02 | 18,32 | 19,66 | 6,55 | 4,77 | 2,20 | 3,40 | 1,97 | 3 357    |
| Carnota                                    | 41,01 | 15,47 | 18,35 | 5,94 | 3,60 | 2,70 | 2,34 | 1,44 | 556      |
| Carregado e Cadafais                       | 28,57 | 21,88 | 17,27 | 7,56 | 6,04 | 2,60 | 2,18 | 2,01 | 3 080    |
| Meca                                       | 42,93 | 19,94 | 14,47 | 5,79 | 2,89 | 2,25 | 2,25 | 0,64 | 622      |
| Olhalvo                                    | 37,32 | 18,47 | 20,64 | 6,75 | 2,93 | 1,66 | 1,15 | 1,02 | 785      |
| Ota                                        | 33,63 | 18,90 | 21,32 | 6,15 | 2,86 | 2,42 | 2,86 | 0,88 | 455      |
| Ribafria e Pereiro de Palhacana            | 45,11 | 19,15 | 14,89 | 4,89 | 3,83 | 2,13 | 0,85 | 0,85 | 470      |
| Ventosa                                    | 42,92 | 10,27 | 23,97 | 5,59 | 3,08 | 2,97 | 1,14 | 1,26 | 876      |
| Vila Verde dos Francos                     | 53,76 | 6,94  | 19,08 | 4,91 | 3,47 | 0,58 | 1,16 | 0    | 346      |
| Alenquer                                   | 35,28 | 19,10 | 18,53 | 6,27 | 4,29 | 2,40 | 2,19 | 1,46 | 13 149   |

### Amadora
| Partido                 | Partido                               | Votos   | %               | +/-   |
| ----------------------- | ------------------------------------- | ------- | --------------- | ----- |
|                         | Partido Socialista                    | 18 484  | 34,03 / 100,00  | 5,04  |
|                         | Aliança Portugal                      | 10 051  | 18,51 / 100,00  | 10,95 |
|                         | Coligação Democrática Unitária        | 9 785   | 18,02 / 100,00  | 2,43  |
|                         | Partido da Terra                      | 3 667   | 6,75 / 100,00   | 5,99  |
|                         | Bloco de Esquerda                     | 3 038   | 5,59 / 100,00   | 7,71  |
|                         | LIVRE/Tempo de Avançar                | 1 464   | 2,70 / 100,00   | Novo  |
|                         | Partido pelos Animais e pela Natureza | 1 267   | 2,33 / 100,00   | Novo  |
|                         | PCTP/MRPP                             | 980     | 1,80 / 100,00   | 0,52  |
|                         | Outros                                | 1 878   | 3,46 / 100,00   |       |
| Votos Inválidos         | Votos Inválidos                       | 3 697   | 6,81 / 100,00   | 0,36  |
| Total                   | Total                                 | 54 311  | 100,00 / 100,00 |       |
| Eleitorado/Participação | Eleitorado/Participação               | 144 517 | 37,58 / 100,00  | 1,86  |

| Freguesia             | %     | %     | %     | %    | %    | %    | %    | %    | Votantes |
| Freguesia             | PS    | AP    | CDU   | MPT  | BE   | L    | PAN  | PCTP | Votantes |
| --------------------- | ----- | ----- | ----- | ---- | ---- | ---- | ---- | ---- | -------- |
| Águas Livres          | 35,39 | 18,29 | 17,70 | 6,50 | 6,20 | 2,42 | 1,95 | 1,84 | 11 935   |
| Alfragide             | 27,10 | 25,47 | 13,51 | 7,85 | 6,01 | 4,15 | 2,82 | 1,23 | 5 276    |
| Encosta do Sol        | 36,19 | 16,01 | 19,08 | 6,29 | 5,23 | 2,46 | 2,21 | 2,22 | 8 253    |
| Falagueira-Venda Nova | 36,02 | 16,12 | 21,31 | 5,84 | 5,30 | 2,58 | 2,00 | 1,89 | 7 666    |
| Mina de Água          | 32,61 | 17,60 | 18,01 | 7,34 | 5,72 | 2,62 | 2,66 | 1,99 | 12 351   |
| Venteira              | 34,59 | 20,31 | 17,19 | 6,83 | 4,95 | 2,62 | 2,51 | 1,37 | 8 830    |
| Amadora               | 34,03 | 18,51 | 18,02 | 6,75 | 5,59 | 2,70 | 2,33 | 1,80 | 54 311   |

### Arruda dos Vinhos
| Partido                 | Partido                               | Votos  | %               | +/-   |
| ----------------------- | ------------------------------------- | ------ | --------------- | ----- |
|                         | Partido Socialista                    | 1 166  | 31,64 / 100,00  | 1,49  |
|                         | Aliança Portugal                      | 852    | 23,12 / 100,00  | 11,73 |
|                         | Coligação Democrática Unitária        | 515    | 13,98 / 100,00  | 1,95  |
|                         | Partido da Terra                      | 302    | 8,20 / 100,00   | 7,54  |
|                         | Bloco de Esquerda                     | 160    | 4,34 / 100,00   | 5,34  |
|                         | LIVRE/Tempo de Avançar                | 89     | 2,42 / 100,00   | Novo  |
|                         | Partido pelos Animais e pela Natureza | 61     | 1,66 / 100,00   | Novo  |
|                         | PCTP/MRPP                             | 59     | 1,60 / 100,00   | 0,34  |
|                         | Outros                                | 143    | 3,90 / 100,00   |       |
| Votos Inválidos         | Votos Inválidos                       | 338    | 9,18 / 100,00   | 1,63  |
| Total                   | Total                                 | 3 685  | 100,00 / 100,00 |       |
| Eleitorado/Participação | Eleitorado/Participação               | 10 420 | 35,36 / 100,00  | 3,55  |

| Freguesia           | %     | %     | %     | %    | %    | %    | %    | %    | Votantes |
| Freguesia           | PS    | AP    | CDU   | MPT  | BE   | L    | PAN  | PCTP | Votantes |
| ------------------- | ----- | ----- | ----- | ---- | ---- | ---- | ---- | ---- | -------- |
| Arranhó             | 33,00 | 36,29 | 9,86  | 8,71 | 2,14 | 0,86 | 1,57 | 1,43 | 700      |
| Arruda dos Vinhos   | 30,37 | 20,64 | 14,76 | 8,16 | 4,70 | 2,83 | 1,78 | 1,86 | 2 364    |
| Cardosas            | 29,80 | 16,08 | 21,96 | 9,02 | 3,92 | 3,14 | 1,18 | 0,78 | 255      |
| Santiago dos Velhos | 38,52 | 18,85 | 11,20 | 6,83 | 6,56 | 2,19 | 1,37 | 0,82 | 366      |
| Arruda dos Vinhos   | 31,64 | 23,12 | 13,98 | 8,20 | 4,34 | 2,42 | 1,66 | 1,60 | 3 685    |

### Azambuja
| Partido                 | Partido                               | Votos  | %               | +/-  |
| ----------------------- | ------------------------------------- | ------ | --------------- | ---- |
|                         | Partido Socialista                    | 2 231  | 33,19 / 100,00  | 3,59 |
|                         | Coligação Democrática Unitária        | 1 399  | 20,82 / 100,00  | 3,27 |
|                         | Aliança Portugal                      | 1 081  | 16,08 / 100,00  | 8,93 |
|                         | Partido da Terra                      | 475    | 7,07 / 100,00   | 6,33 |
|                         | Bloco de Esquerda                     | 353    | 5,25 / 100,00   | 8,04 |
|                         | PCTP/MRPP                             | 192    | 2,86 / 100,00   | 0,77 |
|                         | LIVRE/Tempo de Avançar                | 154    | 2,29 / 100,00   | Novo |
|                         | Partido pelos Animais e pela Natureza | 123    | 1,83 / 100,00   | Novo |
|                         | Outros                                | 204    | 3,04 / 100,00   |      |
| Votos Inválidos         | Votos Inválidos                       | 509    | 7,57 / 100,00   | 0,16 |
| Total                   | Total                                 | 6 721  | 100,00 / 100,00 |      |
| Eleitorado/Participação | Eleitorado/Participação               | 17 595 | 38,20 / 100,00  | 0,42 |

| Freguesia                                          | %     | %     | %     | %    | %    | %    | %    | %    | Votantes |
| Freguesia                                          | PS    | CDU   | AP    | MPT  | BE   | PCTP | L    | PAN  | Votantes |
| -------------------------------------------------- | ----- | ----- | ----- | ---- | ---- | ---- | ---- | ---- | -------- |
| Alcoentre                                          | 39,36 | 14,97 | 16,85 | 4,77 | 6,10 | 2,77 | 1,77 | 1,77 | 902      |
| Aveiras de Baixo                                   | 29,94 | 18,62 | 19,96 | 9,79 | 5,37 | 2,69 | 0,77 | 1,73 | 521      |
| Aveiras de Cima                                    | 35,78 | 24,64 | 12,56 | 5,29 | 5,13 | 3,48 | 2,69 | 1,74 | 1 266    |
| Azambuja                                           | 29,33 | 20,27 | 17,96 | 7,78 | 5,99 | 2,79 | 1,80 | 2,39 | 2 560    |
| Manique do Intendente, V.N. de São Pedro e Maçussa | 31,26 | 23,74 | 15,98 | 7,99 | 2,70 | 2,70 | 5,41 | 0,82 | 851      |
| Vale do Paraíso                                    | 42,58 | 20,88 | 9,62  | 6,04 | 4,40 | 2,47 | 1,37 | 2,20 | 364      |
| Vila Nova da Rainha                                | 35,69 | 22,19 | 14,47 | 9,32 | 5,14 | 2,25 | 1,29 | 0,32 | 311      |
| Azambuja                                           | 33,19 | 20,82 | 16,08 | 7,07 | 5,25 | 2,86 | 2,29 | 1,83 | 6 721    |

### Cadaval
| Partido                 | Partido                               | Votos  | %               | +/-  |
| ----------------------- | ------------------------------------- | ------ | --------------- | ---- |
|                         | Partido Socialista                    | 1 601  | 37,09 / 100,00  | 6,25 |
|                         | Aliança Portugal                      | 1 332  | 30,86 / 100,00  | 9,98 |
|                         | Coligação Democrática Unitária        | 344    | 7,97 / 100,00   | 0,15 |
|                         | Partido da Terra                      | 265    | 6,14 / 100,00   | 5,34 |
|                         | Bloco de Esquerda                     | 113    | 2,62 / 100,00   | 4,73 |
|                         | PCTP/MRPP                             | 67     | 1,55 / 100,00   | 0,44 |
|                         | LIVRE/Tempo de Avançar                | 66     | 1,53 / 100,00   | Novo |
|                         | Partido pelos Animais e pela Natureza | 52     | 1,20 / 100,00   | Novo |
|                         | Outros                                | 146    | 3,38 / 100,00   |      |
| Votos Inválidos         | Votos Inválidos                       | 330    | 7,64 / 100,00   | 0,55 |
| Total                   | Total                                 | 4 316  | 100,00 / 100,00 |      |
| Eleitorado/Participação | Eleitorado/Participação               | 12 510 | 34,50 / 100,00  | 3,39 |

| Freguesia            | %     | %     | %    | %    | %    | %    | %    | %    | Votantes |
| Freguesia            | PS    | AP    | CDU  | MPT  | BE   | PCTP | L    | PAN  | Votantes |
| -------------------- | ----- | ----- | ---- | ---- | ---- | ---- | ---- | ---- | -------- |
| Alguber              | 42,42 | 32,32 | 8,42 | 4,04 | 1,68 | 1,01 | 1,35 | 1,01 | 297      |
| Cadaval e Pero Moniz | 32,68 | 28,84 | 9,85 | 9,23 | 2,70 | 1,66 | 1,56 | 1,35 | 964      |
| Lamas e Cercal       | 44,74 | 24,31 | 7,84 | 5,26 | 2,93 | 2,07 | 1,55 | 0,86 | 1 160    |
| Painho e Figueiros   | 36,64 | 31,85 | 8,05 | 5,65 | 3,25 | 1,85 | 0,86 | 0,68 | 584      |
| Peral                | 33,56 | 35,91 | 9,06 | 3,69 | 2,01 | 2,01 | 3,02 | 1,68 | 298      |
| Vermelha             | 39,91 | 35,65 | 5,83 | 4,26 | 1,79 | 0,90 | 1,79 | 1,35 | 446      |
| Vilar                | 26,28 | 39,51 | 5,82 | 7,05 | 2,65 | 0,53 | 1,23 | 1,94 | 567      |
| Cadaval              | 37,09 | 30,86 | 7,97 | 6,14 | 2,62 | 1,55 | 1,53 | 1,20 | 4 316    |

### Cascais
| Partido                 | Partido                               | Votos   | %               | +/-  |
| ----------------------- | ------------------------------------- | ------- | --------------- | ---- |
|                         | Aliança Portugal                      | 19 824  | 32,51 / 100,00  | 9,88 |
|                         | Partido Socialista                    | 15 743  | 25,82 / 100,00  | 2,44 |
|                         | Coligação Democrática Unitária        | 7 282   | 11,94 / 100,00  | 3,08 |
|                         | Partido da Terra                      | 4 205   | 6,90 / 100,00   | 6,07 |
|                         | Bloco de Esquerda                     | 3 011   | 4,94 / 100,00   | 7,19 |
|                         | LIVRE/Tempo de Avançar                | 2 196   | 3,60 / 100,00   | Novo |
|                         | Partido pelos Animais e pela Natureza | 1 677   | 2,75 / 100,00   | Novo |
|                         | PCTP/MRPP                             | 777     | 1,27 / 100,00   | 0,41 |
|                         | Outros                                | 2 026   | 3,32 / 100,00   |      |
| Votos Inválidos         | Votos Inválidos                       | 4 239   | 6,95 / 100,00   | 0,60 |
| Total                   | Total                                 | 60 980  | 100,00 / 100,00 |      |
| Eleitorado/Participação | Eleitorado/Participação               | 174 003 | 35,05 / 100,00  | 2,64 |

| Freguesia            | %     | %     | %     | %    | %    | %    | %    | %    | Votantes |
| Freguesia            | AP    | PS    | CDU   | MPT  | BE   | L    | PAN  | PCTP | Votantes |
| -------------------- | ----- | ----- | ----- | ---- | ---- | ---- | ---- | ---- | -------- |
| Alcabideche          | 29,66 | 28,97 | 11,57 | 6,59 | 5,01 | 2,72 | 2,56 | 1,76 | 10 303   |
| Carcavelos e Parede  | 32,88 | 23,68 | 11,45 | 7,46 | 5,34 | 5,02 | 3,00 | 0,91 | 15 604   |
| Cascais e Estoril    | 42,12 | 22,49 | 8,88  | 6,11 | 4,32 | 3,31 | 2,45 | 0,82 | 19 172   |
| São Domingos de Rana | 22,40 | 29,88 | 16,35 | 7,48 | 5,23 | 3,13 | 2,99 | 1,86 | 15 901   |
| Cascais              | 32,51 | 25,82 | 11,94 | 6,90 | 4,94 | 3,60 | 2,75 | 1,27 | 60 980   |

### Lisboa
| Partido                 | Partido                               | Votos   | %               | +/-   |
| ----------------------- | ------------------------------------- | ------- | --------------- | ----- |
|                         | Partido Socialista                    | 60 757  | 29,22 / 100,00  | 3,60  |
|                         | Aliança Portugal                      | 58 008  | 27,90 / 100,00  | 10,91 |
|                         | Coligação Democrática Unitária        | 28 241  | 13,58 / 100,00  | 2,82  |
|                         | Partido da Terra                      | 11 812  | 5,68 / 100,00   | 5,05  |
|                         | LIVRE/Tempo de Avançar                | 11 234  | 5,40 / 100,00   | Novo  |
|                         | Bloco de Esquerda                     | 11 065  | 5,32 / 100,00   | 7,07  |
|                         | Partido pelos Animais e pela Natureza | 4 993   | 2,40 / 100,00   | Novo  |
|                         | PCTP/MRPP                             | 2 719   | 1,31 / 100,00   | 0,35  |
|                         | Outros                                | 6 141   | 2,95 / 100,00   |       |
| Votos Inválidos         | Votos Inválidos                       | 12 973  | 6,23 / 100,00   | 0,71  |
| Total                   | Total                                 | 207 943 | 100,00 / 100,00 |       |
| Eleitorado/Participação | Eleitorado/Participação               | 503 525 | 41,30 / 100,00  | 0,74  |

| Freguesia               | %     | %     | %     | %    | %    | %    | %    | %    | Votantes |
| Freguesia               | PS    | AP    | CDU   | MPT  | L    | BE   | PAN  | PCTP | Votantes |
| ----------------------- | ----- | ----- | ----- | ---- | ---- | ---- | ---- | ---- | -------- |
| Ajuda                   | 38,70 | 17,20 | 20,38 | 4,84 | 2,99 | 4,68 | 2,09 | 1,51 | 5 644    |
| Alcântara               | 30,99 | 22,74 | 18,56 | 5,16 | 4,67 | 5,27 | 2,23 | 1,50 | 5 334    |
| Alvalade                | 23,36 | 36,26 | 10,90 | 6,24 | 5,73 | 4,79 | 2,70 | 0,73 | 13 395   |
| Areeiro                 | 22,83 | 36,28 | 9,57  | 6,16 | 6,73 | 5,20 | 2,62 | 0,79 | 8 576    |
| Arroios                 | 27,79 | 27,03 | 13,56 | 5,30 | 7,56 | 6,28 | 2,99 | 1,15 | 11 206   |
| Avenidas Novas          | 22,51 | 40,61 | 9,38  | 5,00 | 6,43 | 4,51 | 2,25 | 0,64 | 9 809    |
| Beato                   | 37,01 | 18,58 | 17,25 | 5,75 | 3,26 | 5,60 | 2,02 | 1,71 | 4 748    |
| Belém                   | 23,64 | 39,66 | 9,87  | 4,91 | 5,62 | 4,13 | 2,00 | 0,87 | 6 797    |
| Benfica                 | 31,53 | 25,07 | 14,59 | 5,89 | 3,90 | 5,44 | 2,42 | 1,37 | 14 931   |
| Campo de Ourique        | 27,65 | 30,63 | 12,54 | 4,93 | 6,40 | 5,79 | 2,55 | 1,12 | 9 488    |
| Campolide               | 33,68 | 25,59 | 13,52 | 5,55 | 4,30 | 5,26 | 2,38 | 1,52 | 5 510    |
| Carnide                 | 29,20 | 24,30 | 17,23 | 5,95 | 5,16 | 4,82 | 1,70 | 1,63 | 7 288    |
| Estrela                 | 24,58 | 39,52 | 10,51 | 4,07 | 5,76 | 3,97 | 2,21 | 0,87 | 7 780    |
| Lumiar                  | 25,19 | 32,67 | 10,61 | 6,60 | 6,60 | 5,25 | 2,13 | 0,83 | 16 124   |
| Marvila                 | 39,50 | 13,24 | 18,57 | 5,66 | 2,55 | 6,00 | 1,91 | 2,86 | 11 591   |
| Misericórdia            | 29,16 | 24,47 | 14,79 | 4,69 | 8,57 | 5,72 | 2,91 | 1,33 | 4 949    |
| Olivais                 | 33,69 | 21,76 | 16,24 | 6,10 | 3,48 | 5,51 | 2,27 | 1,57 | 13 406   |
| Parque das Nações       | 27,81 | 27,83 | 10,60 | 7,16 | 6,90 | 5,22 | 2,65 | 0,97 | 6 918    |
| Penha de França         | 33,04 | 21,02 | 14,76 | 6,31 | 5,11 | 6,73 | 3,09 | 1,72 | 9 915    |
| Santa Clara             | 33,67 | 19,67 | 16,16 | 5,82 | 3,63 | 5,92 | 2,26 | 2,27 | 6 201    |
| Santa Maria Maior       | 32,71 | 18,89 | 18,39 | 4,24 | 6,12 | 6,08 | 2,22 | 2,48 | 4 197    |
| Santo António           | 24,93 | 32,71 | 11,49 | 5,23 | 7,98 | 5,29 | 2,75 | 0,97 | 5 047    |
| São Domingos de Benfica | 26,58 | 33,85 | 10,70 | 6,02 | 5,65 | 4,73 | 2,43 | 0,70 | 13 798   |
| São Vicente             | 32,77 | 20,54 | 17,07 | 5,31 | 5,76 | 5,54 | 2,66 | 1,95 | 5 291    |
| Lisboa                  | 29,22 | 27,90 | 13,58 | 5,68 | 5,40 | 5,32 | 2,40 | 1,31 | 207 943  |

### Loures
| Partido                 | Partido                               | Votos   | %               | +/-  |
| ----------------------- | ------------------------------------- | ------- | --------------- | ---- |
|                         | Partido Socialista                    | 21 288  | 31,90 / 100,00  | 2,88 |
|                         | Coligação Democrática Unitária        | 15 705  | 23,54 / 100,00  | 4,48 |
|                         | Aliança Portugal                      | 11 773  | 17,64 / 100,00  | 9,01 |
|                         | Partido da Terra                      | 3 981   | 5,97 / 100,00   | 5,27 |
|                         | Bloco de Esquerda                     | 3 016   | 4,52 / 100,00   | 7,16 |
|                         | LIVRE/Tempo de Avançar                | 1 542   | 2,31 / 100,00   | Novo |
|                         | Partido pelos Animais e pela Natureza | 1 371   | 2,05 / 100,00   | Novo |
|                         | PCTP/MRPP                             | 1 320   | 1,98 / 100,00   | 0,54 |
|                         | Outros                                | 2 073   | 3,11 / 100,00   |      |
| Votos Inválidos         | Votos Inválidos                       | 4 661   | 6,68 / 100,00   | 0,45 |
| Total                   | Total                                 | 66 730  | 100,00 / 100,00 |      |
| Eleitorado/Participação | Eleitorado/Participação               | 165 175 | 40,40 / 100,00  | 1,82 |

| Freguesia                                         | %     | %     | %     | %    | %    | %    | %    | %    | Votantes |
| Freguesia                                         | PS    | CDU   | AP    | MPT  | BE   | L    | PAN  | PCTP | Votantes |
| ------------------------------------------------- | ----- | ----- | ----- | ---- | ---- | ---- | ---- | ---- | -------- |
| Bucelas                                           | 31,14 | 30,06 | 14,20 | 5,07 | 4,57 | 1,59 | 1,46 | 3,17 | 1 577    |
| Camarate, Unhos e Apelação                        | 35,62 | 24,60 | 13,96 | 4,83 | 3,82 | 1,38 | 2,00 | 2,95 | 9 909    |
| Fanhões                                           | 34,35 | 27,26 | 16,25 | 4,03 | 4,03 | 0,87 | 1,20 | 1,42 | 917      |
| Loures                                            | 27,19 | 22,51 | 21,06 | 6,09 | 5,04 | 2,78 | 2,33 | 1,90 | 9 199    |
| Lousa                                             | 28,98 | 19,39 | 22,44 | 5,27 | 6,01 | 2,21 | 1,79 | 2,21 | 949      |
| Moscavide e Portela                               | 31,50 | 14,14 | 27,55 | 6,71 | 4,17 | 3,28 | 2,13 | 1,27 | 8 915    |
| Sacavém e Prior Velho                             | 33,65 | 23,79 | 15,91 | 6,27 | 4,48 | 2,34 | 2,04 | 1,76 | 8 087    |
| Santa Iria de Azoia, São João da Talha e Bobadela | 32,45 | 28,12 | 14,19 | 6,03 | 4,06 | 1,86 | 1,81 | 1,92 | 16 318   |
| Santo Antão e São Julião do Tojal                 | 32,49 | 31,95 | 12,62 | 5,01 | 3,71 | 1,91 | 1,66 | 2,42 | 2 773    |
| Santo António dos Cavaleiros e Frielas            | 30,31 | 20,13 | 18,03 | 6,76 | 6,27 | 3,18 | 2,61 | 1,66 | 8 086    |
| Loures                                            | 31,90 | 23,54 | 17,64 | 5,97 | 4,52 | 2,31 | 2,05 | 1,98 | 66 730   |

### Lourinhã
| Partido                 | Partido                               | Votos  | %               | +/-  |
| ----------------------- | ------------------------------------- | ------ | --------------- | ---- |
|                         | Aliança Portugal                      | 2 964  | 38,14 / 100,00  | 9,95 |
|                         | Partido Socialista                    | 2 003  | 25,78 / 100,00  | 4,17 |
|                         | Partido da Terra                      | 504    | 6,49 / 100,00   | 5,37 |
|                         | Coligação Democrática Unitária        | 484    | 6,23 / 100,00   | 0,96 |
|                         | Bloco de Esquerda                     | 305    | 3,92 / 100,00   | 5,03 |
|                         | Partido pelos Animais e pela Natureza | 141    | 1,81 / 100,00   | Novo |
|                         | PCTP/MRPP                             | 138    | 1,78 / 100,00   | 0,51 |
|                         | LIVRE/Tempo de Avançar                | 114    | 1,47 / 100,00   | Novo |
|                         | Outros                                | 297    | 3,82 / 100,00   |      |
| Votos Inválidos         | Votos Inválidos                       | 821    | 10,56 / 100,00  | 0,89 |
| Total                   | Total                                 | 7 771  | 100,00 / 100,00 |      |
| Eleitorado/Participação | Eleitorado/Participação               | 22 957 | 33,85 / 100,00  | 3,79 |

| Freguesia                           | %     | %     | %    | %     | %    | %    | %    | %    | Votantes |
| Freguesia                           | AP    | PS    | MPT  | CDU   | BE   | PAN  | PCTP | L    | Votantes |
| ----------------------------------- | ----- | ----- | ---- | ----- | ---- | ---- | ---- | ---- | -------- |
| Lourinhã e Atalaia                  | 34,90 | 25,81 | 7,98 | 7,48  | 4,51 | 2,03 | 1,78 | 1,59 | 3 596    |
| Miragaia e Marteleira               | 39,80 | 29,39 | 6,06 | 5,88  | 4,10 | 1,07 | 1,16 | 1,34 | 1 123    |
| Moita dos Ferreiros                 | 58,02 | 17,49 | 3,09 | 3,09  | 2,26 | 1,85 | 1,44 | 1,44 | 486      |
| Reguengo Grande                     | 26,56 | 30,35 | 6,78 | 10,30 | 4,61 | 2,44 | 2,17 | 2,44 | 369      |
| Ribamar                             | 44,13 | 24,88 | 5,48 | 2,97  | 2,66 | 0,78 | 1,10 | 0,78 | 639      |
| Santa Bárbara                       | 42,81 | 22,41 | 6,19 | 2,68  | 3,34 | 2,01 | 1,84 | 1,84 | 598      |
| São Bartolomeu dos Galegos e Moledo | 30,85 | 29,36 | 4,47 | 7,02  | 2,77 | 1,49 | 2,55 | 1,91 | 470      |
| Vimeiro                             | 40,61 | 23,88 | 3,27 | 5,71  | 3,88 | 2,86 | 3,27 | 0,41 | 490      |
| Lourinhã                            | 38,14 | 25,78 | 6,49 | 6,23  | 3,92 | 1,81 | 1,78 | 1,47 | 7 771    |

### Mafra
| Partido                 | Partido                               | Votos  | %               | +/-   |
| ----------------------- | ------------------------------------- | ------ | --------------- | ----- |
|                         | Aliança Portugal                      | 5 966  | 27,89 / 100,00  | 11,55 |
|                         | Partido Socialista                    | 5 575  | 26,06 / 100,00  | 1,72  |
|                         | Coligação Democrática Unitária        | 2 468  | 11,54 / 100,00  | 4,02  |
|                         | Partido da Terra                      | 1 807  | 8,45 / 100,00   | 7,39  |
|                         | Bloco de Esquerda                     | 1 056  | 4,94 / 100,00   | 6,38  |
|                         | Partido pelos Animais e pela Natureza | 605    | 2,83 / 100,00   | Novo  |
|                         | LIVRE/Tempo de Avançar                | 598    | 2,80 / 100,00   | Novo  |
|                         | PCTP/MRPP                             | 355    | 1,66 / 100,00   | 0,64  |
|                         | Outros                                | 821    | 3,83 / 100,00   |       |
| Votos Inválidos         | Votos Inválidos                       | 2 144  | 10,02 / 100,00  | 0,53  |
| Total                   | Total                                 | 21 395 | 100,00 / 100,00 |       |
| Eleitorado/Participação | Eleitorado/Participação               | 60 634 | 35,29 / 100,00  | 4,51  |

| Freguesia                                        | %     | %     | %     | %    | %    | %    | %    | %    | Votantes |
| Freguesia                                        | AP    | PS    | CDU   | MPT  | BE   | PAN  | L    | PCTP | Votantes |
| ------------------------------------------------ | ----- | ----- | ----- | ---- | ---- | ---- | ---- | ---- | -------- |
| Azueira e Sobral da Abelheira                    | 25,69 | 36,97 | 8,39  | 7,28 | 2,60 | 2,60 | 2,08 | 2,08 | 1 347    |
| Carvoeira                                        | 27,18 | 21,58 | 13,18 | 7,41 | 5,11 | 4,45 | 3,62 | 2,31 | 607      |
| Encarnação                                       | 46,33 | 18,41 | 6,06  | 5,99 | 3,07 | 2,25 | 1,80 | 1,05 | 1 336    |
| Enxara do Bispo, Gradil e Vila Franca do Rosário | 25,90 | 30,50 | 11,44 | 7,43 | 4,40 | 2,15 | 2,15 | 2,54 | 1 023    |
| Ericeira                                         | 26,50 | 27,16 | 11,99 | 9,03 | 5,37 | 3,03 | 3,29 | 1,43 | 2 736    |
| Igreja Nova e Cheleiros                          | 28,86 | 28,29 | 9,76  | 6,99 | 4,15 | 2,36 | 2,93 | 1,54 | 1 230    |
| Mafra                                            | 24,97 | 24,19 | 13,00 | 9,64 | 6,03 | 3,09 | 2,90 | 1,41 | 4 894    |
| Malveira e São Miguel de Alcainça                | 28,14 | 24,05 | 12,46 | 8,71 | 6,43 | 2,73 | 2,34 | 1,75 | 2 054    |
| Milharado                                        | 26,30 | 26,09 | 12,09 | 9,06 | 3,91 | 2,88 | 3,45 | 2,42 | 1 943    |
| Santo Isidoro                                    | 33,21 | 26,67 | 8,89  | 6,61 | 3,88 | 3,04 | 1,82 | 0,91 | 1 316    |
| Venda do Pinheiro e Santo Estêvão das Galés      | 25,54 | 26,16 | 13,23 | 8,97 | 5,23 | 2,78 | 3,09 | 1,75 | 2 909    |
| Mafra                                            | 27,89 | 26,06 | 11,54 | 8,45 | 4,94 | 2,83 | 2,80 | 1,66 | 21 395   |

### Odivelas
| Partido                 | Partido                               | Votos   | %               | +/-   |
| ----------------------- | ------------------------------------- | ------- | --------------- | ----- |
|                         | Partido Socialista                    | 15 297  | 33,62 / 100,00  | 4,91  |
|                         | Aliança Portugal                      | 9 159   | 20,13 / 100,00  | 10,82 |
|                         | Coligação Democrática Unitária        | 7 252   | 15,94 / 100,00  | 2,19  |
|                         | Partido da Terra                      | 3 115   | 6,85 / 100,00   | 6,10  |
|                         | Bloco de Esquerda                     | 2 558   | 5,62 / 100,00   | 7,35  |
|                         | LIVRE/Tempo de Avançar                | 1 244   | 2,73 / 100,00   | Novo  |
|                         | Partido pelos Animais e pela Natureza | 1 135   | 2,49 / 100,00   | Novo  |
|                         | PCTP/MRPP                             | 907     | 1,99 / 100,00   | 0,70  |
|                         | Outros                                | 1 590   | 3,50 / 100,00   |       |
| Votos Inválidos         | Votos Inválidos                       | 3 243   | 7,13 / 100,00   | 0,07  |
| Total                   | Total                                 | 45 500  | 100,00 / 100,00 |       |
| Eleitorado/Participação | Eleitorado/Participação               | 122 967 | 37,00 / 100,00  | 3,36  |

| Partido                              | %     | %     | %     | %    | %    | %    | %    | %    | Votantes |
| Partido                              | PS    | AP    | CDU   | MPT  | BE   | L    | PAN  | PCTP | Votantes |
| ------------------------------------ | ----- | ----- | ----- | ---- | ---- | ---- | ---- | ---- | -------- |
| Odivelas                             | 32,78 | 20,97 | 15,34 | 6,91 | 5,86 | 3,06 | 2,71 | 1,63 | 18 591   |
| Pontinha e Famões                    | 36,38 | 18,11 | 15,92 | 6,75 | 5,39 | 2,34 | 2,11 | 2,32 | 10 840   |
| Póvoa de Santo Adrião e Olival Basto | 35,87 | 20,76 | 16,28 | 5,96 | 5,39 | 2,05 | 1,94 | 1,89 | 6 089    |
| Ramada e Caneças                     | 30,81 | 20,37 | 16,87 | 7,36 | 5,58 | 2,98 | 2,85 | 2,38 | 9 980    |
| Odivelas                             | 33,62 | 20,13 | 15,94 | 6,85 | 5,62 | 2,73 | 2,49 | 1,99 | 45 500   |

### Oeiras
| Partido                 | Partido                               | Votos   | %               | +/-   |
| ----------------------- | ------------------------------------- | ------- | --------------- | ----- |
|                         | Aliança Portugal                      | 16 558  | 27,54 / 100,00  | 10,81 |
|                         | Partido Socialista                    | 16 463  | 27,38 / 100,00  | 2,64  |
|                         | Coligação Democrática Unitária        | 8 089   | 13,45 / 100,00  | 3,60  |
|                         | Partido da Terra                      | 4 280   | 7,12 / 100,00   | 6,42  |
|                         | Bloco de Esquerda                     | 3 490   | 5,81 / 100,00   | 7,67  |
|                         | LIVRE/Tempo de Avançar                | 2 589   | 4,31 / 100,00   | Novo  |
|                         | Partido pelos Animais e pela Natureza | 1 686   | 2,80 / 100,00   | Novo  |
|                         | PCTP/MRPP                             | 776     | 1,29 / 100,00   | 0,52  |
|                         | Outros                                | 1 782   | 2,97 / 100,00   |       |
| Votos Inválidos         | Votos Inválidos                       | 4 407   | 7,33 / 100,00   | 0,49  |
| Total                   | Total                                 | 60 120  | 100,00 / 100,00 |       |
| Eleitorado/Participação | Eleitorado/Participação               | 145 968 | 41,19 / 100,00  | 1,67  |

| Freguesia                                      | %     | %     | %     | %    | %    | %    | %    | %    | Votantes |
| Freguesia                                      | AP    | PS    | CDU   | MPT  | BE   | L    | PAN  | PCTP | Votantes |
| ---------------------------------------------- | ----- | ----- | ----- | ---- | ---- | ---- | ---- | ---- | -------- |
| Algés, Linda-a-Velha e Cruz Quebrada - Dafundo | 29,26 | 28,18 | 12,98 | 6,75 | 5,23 | 4,33 | 2,46 | 1,10 | 17 790   |
| Barcarena                                      | 21,98 | 27,77 | 15,92 | 7,93 | 6,54 | 3,77 | 3,16 | 1,77 | 4 754    |
| Carnaxide e Queijas                            | 25,18 | 28,17 | 14,81 | 7,25 | 5,47 | 4,36 | 2,63 | 1,51 | 12 185   |
| Oeiras e São Julião da Barra                   | 30,79 | 24,62 | 12,09 | 7,24 | 6,10 | 4,62 | 3,14 | 1,08 | 20 854   |
| Porto Salvo                                    | 18,05 | 34,43 | 15,34 | 6,81 | 6,85 | 3,20 | 2,73 | 1,90 | 4 537    |
| Oeiras                                         | 27,54 | 27,38 | 13,45 | 7,12 | 5,81 | 4,31 | 2,80 | 1,29 | 60 120   |

### Sintra
| Partido                 | Partido                               | Votos   | %               | +/-   |
| ----------------------- | ------------------------------------- | ------- | --------------- | ----- |
|                         | Partido Socialista                    | 30 748  | 30,65 / 100,00  | 3,76  |
|                         | Aliança Portugal                      | 20 658  | 20,59 / 100,00  | 10,59 |
|                         | Coligação Democrática Unitária        | 16 134  | 16,08 / 100,00  | 3,65  |
|                         | Partido da Terra                      | 7 476   | 7,45 / 100,00   | 6,54  |
|                         | Bloco de Esquerda                     | 6 268   | 6,25 / 100,00   | 8,46  |
|                         | Partido pelos Animais e pela Natureza | 2 869   | 2,86 / 100,00   | Novo  |
|                         | LIVRE/Tempo de Avançar                | 2 864   | 2,85 / 100,00   | Novo  |
|                         | PCTP/MRPP                             | 1 874   | 1,87 / 100,00   | 0,53  |
|                         | Outros                                | 3 821   | 3,81 / 100,00   |       |
| Votos Inválidos         | Votos Inválidos                       | 7 620   | 7,59 / 100,00   | 0,01  |
| Total                   | Total                                 | 100 332 | 100,00 / 100,00 |       |
| Eleitorado/Participação | Eleitorado/Participação               | 304 329 | 32,97 / 100,00  | 3,78  |

| Freguesia                                     | %     | %     | %     | %    | %    | %    | %    | %    | Votantes |
| Freguesia                                     | PS    | AP    | CDU   | MPT  | BE   | PAN  | L    | PCTP | Votantes |
| --------------------------------------------- | ----- | ----- | ----- | ---- | ---- | ---- | ---- | ---- | -------- |
| Agualva e Mira-Sintra                         | 35,22 | 18,04 | 16,83 | 6,99 | 6,08 | 2,89 | 2,25 | 1,76 | 11 393   |
| Algueirão - Mem Martins                       | 28,95 | 20,09 | 16,43 | 7,87 | 7,01 | 3,06 | 2,98 | 1,99 | 16 090   |
| Almargem do Bispo, Pero Pinheiro e Montelavar | 32,96 | 24,23 | 13,36 | 7,10 | 4,19 | 2,07 | 2,21 | 1,87 | 4 969    |
| Cacém e São Marcos                            | 32,52 | 16,11 | 17,46 | 7,63 | 6,96 | 3,23 | 2,68 | 2,21 | 8 914    |
| Casal de Cambra                               | 32,25 | 20,64 | 13,82 | 6,72 | 5,22 | 2,43 | 2,40 | 2,63 | 3 082    |
| Colares                                       | 27,09 | 30,62 | 11,00 | 7,59 | 4,93 | 2,26 | 2,05 | 1,35 | 2 436    |
| Massamá e Monte Abraão                        | 30,48 | 20,39 | 17,15 | 7,67 | 6,53 | 2,91 | 3,29 | 1,41 | 13 685   |
| Queluz e Belas                                | 31,61 | 17,98 | 17,87 | 7,27 | 6,43 | 2,62 | 2,98 | 2,02 | 14 151   |
| Rio de Mouro                                  | 29,07 | 18,96 | 17,49 | 7,55 | 6,89 | 2,98 | 3,05 | 2,27 | 11 981   |
| São João das Lampas e Terrugem                | 28,38 | 27,22 | 11,96 | 6,83 | 5,34 | 2,67 | 2,28 | 1,51 | 4 566    |
| Sintra                                        | 27,17 | 27,56 | 12,59 | 7,66 | 5,13 | 3,08 | 3,46 | 1,43 | 9 065    |
| Sintra                                        | 30,65 | 20,59 | 16,08 | 7,45 | 6,25 | 2,86 | 2,85 | 1,87 | 100 332  |

### Sobral de Monte Agraço
| Partido                 | Partido                               | Votos | %               | +/-  |
| ----------------------- | ------------------------------------- | ----- | --------------- | ---- |
|                         | Partido Socialista                    | 819   | 29,38 / 100,00  | 3,60 |
|                         | Coligação Democrática Unitária        | 741   | 26,58 / 100,00  | 3,70 |
|                         | Aliança Portugal                      | 484   | 17,36 / 100,00  | 9,45 |
|                         | Partido da Terra                      | 135   | 4,84 / 100,00   | 4,05 |
|                         | Bloco de Esquerda                     | 111   | 3,98 / 100,00   | 6,75 |
|                         | PCTP/MRPP                             | 78    | 2,80 / 100,00   | 0,98 |
|                         | LIVRE/Tempo de Avançar                | 67    | 2,40 / 100,00   | Novo |
|                         | Partido pelos Animais e pela Natureza | 41    | 1,47 / 100,00   | Novo |
|                         | Outros                                | 100   | 3,59 / 100,00   |      |
| Votos Inválidos         | Votos Inválidos                       | 212   | 7,60 / 100,00   | 0,05 |
| Total                   | Total                                 | 2 788 | 100,00 / 100,00 |      |
| Eleitorado/Participação | Eleitorado/Participação               | 8 070 | 34,55 / 100,00  | 1,74 |

| Freguesia              | %     | %     | %     | %    | %    | %    | %    | %    | Votantes |
| Freguesia              | PS    | CDU   | AP    | MPT  | BE   | PCTP | L    | PAN  | Votantes |
| ---------------------- | ----- | ----- | ----- | ---- | ---- | ---- | ---- | ---- | -------- |
| Santo Quintino         | 32,20 | 28,48 | 16,98 | 5,26 | 3,18 | 1,97 | 2,52 | 0,66 | 913      |
| Sapataria              | 30,31 | 22,73 | 14,66 | 5,84 | 5,22 | 3,35 | 2,11 | 1,86 | 805      |
| Sobral de Monte Agraço | 26,26 | 27,85 | 19,72 | 3,74 | 3,74 | 3,08 | 2,52 | 1,87 | 1 070    |
| Sobral de Monte Agraço | 29,38 | 26,58 | 17,36 | 4,84 | 3,98 | 2,80 | 2,40 | 1,47 | 2 788    |

### Torres Vedras
| Partido                 | Partido                               | Votos  | %               | +/-  |
| ----------------------- | ------------------------------------- | ------ | --------------- | ---- |
|                         | Partido Socialista                    | 7 176  | 30,54 / 100,00  | 3,55 |
|                         | Aliança Portugal                      | 6 494  | 27,64 / 100,00  | 9,86 |
|                         | Coligação Democrática Unitária        | 2 954  | 12,57 / 100,00  | 1,88 |
|                         | Partido da Terra                      | 1 541  | 6,56 / 100,00   | 5,82 |
|                         | Bloco de Esquerda                     | 1 083  | 4,61 / 100,00   | 5,96 |
|                         | LIVRE/Tempo de Avançar                | 505    | 2,15 / 100,00   | Novo |
|                         | PCTP/MRPP                             | 459    | 1,95 / 100,00   | 0,65 |
|                         | Partido pelos Animais e pela Natureza | 394    | 1,68 / 100,00   | Novo |
|                         | Outros                                | 857    | 3,64 / 100,00   |      |
| Votos Inválidos         | Votos Inválidos                       | 2 035  | 8,66 / 100,00   | 0,80 |
| Total                   | Total                                 | 23 498 | 100,00 / 100,00 |      |
| Eleitorado/Participação | Eleitorado/Participação               | 67 018 | 35,06 / 100,00  | 2,62 |

| Freguesia                                                                | %     | %     | %     | %    | %    | %    | %    | %    | Votantes |
| Freguesia                                                                | PS    | AP    | CDU   | MPT  | BE   | L    | PCTP | PAN  | Votantes |
| ------------------------------------------------------------------------ | ----- | ----- | ----- | ---- | ---- | ---- | ---- | ---- | -------- |
| A dos Cunhados e Maceira                                                 | 26,21 | 32,56 | 9,87  | 8,35 | 4,47 | 2,24 | 1,95 | 1,85 | 2 816    |
| Campelos e Outeiro da Cabeça                                             | 27,14 | 37,79 | 9,55  | 4,42 | 3,32 | 1,31 | 1,51 | 1,11 | 995      |
| Carvoeira e Carmões                                                      | 29,91 | 19,52 | 23,78 | 6,88 | 4,13 | 1,25 | 3,38 | 1,50 | 799      |
| Dois Portos e Runa                                                       | 34,23 | 20,82 | 21,03 | 3,76 | 5,04 | 1,61 | 1,82 | 2,36 | 932      |
| Freiria                                                                  | 26,59 | 38,70 | 5,02  | 5,32 | 4,43 | 1,92 | 1,33 | 1,33 | 677      |
| Maxial e Monte Redondo                                                   | 44,21 | 20,80 | 14,47 | 3,16 | 2,89 | 1,54 | 1,90 | 1,45 | 1 106    |
| Ponte do Rol                                                             | 32,93 | 29,31 | 8,16  | 6,04 | 4,98 | 2,27 | 1,66 | 1,06 | 662      |
| Ramalhal                                                                 | 32,82 | 23,26 | 10,82 | 7,94 | 4,15 | 2,89 | 2,43 | 1,62 | 1 109    |
| Torres Vedras (São Pedro, Santiago, Santa Maria do Castelo e São Miguel) | 28,98 | 24,82 | 15,52 | 7,18 | 5,40 | 2,67 | 2,05 | 1,78 | 7 984    |
| São Pedro da Cadeira                                                     | 35,00 | 27,89 | 8,50  | 4,79 | 3,99 | 1,38 | 1,45 | 2,25 | 1 377    |
| Silveira                                                                 | 27,37 | 31,73 | 8,84  | 8,00 | 4,60 | 2,04 | 1,76 | 1,76 | 2 499    |
| Turcifal                                                                 | 37,50 | 19,35 | 14,02 | 7,50 | 5,11 | 1,63 | 1,85 | 1,85 | 920      |
| Ventosa                                                                  | 32,92 | 35,14 | 7,46  | 4,01 | 3,39 | 1,79 | 1,97 | 0,80 | 1 622    |
| Torres Vedras                                                            | 30,54 | 27,64 | 12,57 | 6,56 | 4,61 | 2,15 | 1,95 | 1,68 | 23 498   |

### Vila Franca de Xira
| Partido                 | Partido                               | Votos   | %               | +/-  |
| ----------------------- | ------------------------------------- | ------- | --------------- | ---- |
|                         | Partido Socialista                    | 12 897  | 30,75 / 100,00  | 3,11 |
|                         | Coligação Democrática Unitária        | 11 021  | 26,27 / 100,00  | 3,94 |
|                         | Aliança Portugal                      | 5 947   | 14,18 / 100,00  | 8,77 |
|                         | Partido da Terra                      | 2 890   | 6,89 / 100,00   | 6,18 |
|                         | Bloco de Esquerda                     | 2 416   | 5,76 / 100,00   | 8,09 |
|                         | LIVRE/Tempo de Avançar                | 984     | 2,35 / 100,00   | Novo |
|                         | PCTP/MRPP                             | 897     | 2,14 / 100,00   | 0,61 |
|                         | Partido pelos Animais e pela Natureza | 862     | 2,05 / 100,00   | Novo |
|                         | Outros                                | 1 224   | 2,91 / 100,00   |      |
| Votos Inválidos         | Votos Inválidos                       | 2 809   | 6,69 / 100,00   | 0,45 |
| Total                   | Total                                 | 41 947  | 100,00 / 100,00 |      |
| Eleitorado/Participação | Eleitorado/Participação               | 110 435 | 37,98 / 100,00  | 2,08 |

| Freguesia                                  | %     | %     | %     | %    | %    | %    | %    | %    | Votantes |
| Freguesia                                  | PS    | CDU   | AP    | MPT  | BE   | L    | PCTP | PAN  | Votantes |
| ------------------------------------------ | ----- | ----- | ----- | ---- | ---- | ---- | ---- | ---- | -------- |
| Alhandra, Calhandriz e São João dos Montes | 30,19 | 33,37 | 11,72 | 5,91 | 5,34 | 2,05 | 1,96 | 1,51 | 4 498    |
| Alverca do Ribatejo e Sobralinho           | 31,59 | 26,28 | 13,32 | 7,18 | 5,28 | 2,48 | 1,74 | 2,14 | 11 316   |
| Castanheira do Ribatejo e Cachoeiras       | 33,85 | 27,90 | 13,35 | 5,67 | 4,77 | 2,10 | 2,47 | 1,44 | 2 434    |
| Póvoa de Santa Iria e Forte da Casa        | 30,56 | 21,67 | 15,56 | 7,91 | 6,33 | 2,61 | 2,29 | 2,48 | 12 034   |
| Vialonga                                   | 28,59 | 31,66 | 10,96 | 6,40 | 6,08 | 2,14 | 2,41 | 2,39 | 5 613    |
| Vila Franca de Xira                        | 30,68 | 24,49 | 18,18 | 5,98 | 5,93 | 2,35 | 2,33 | 1,14 | 6 052    |
| Vila Franca de Xira                        | 30,75 | 26,27 | 14,18 | 6,89 | 5,76 | 2,35 | 2,14 | 2,05 | 41 947   |